# Сакребуло

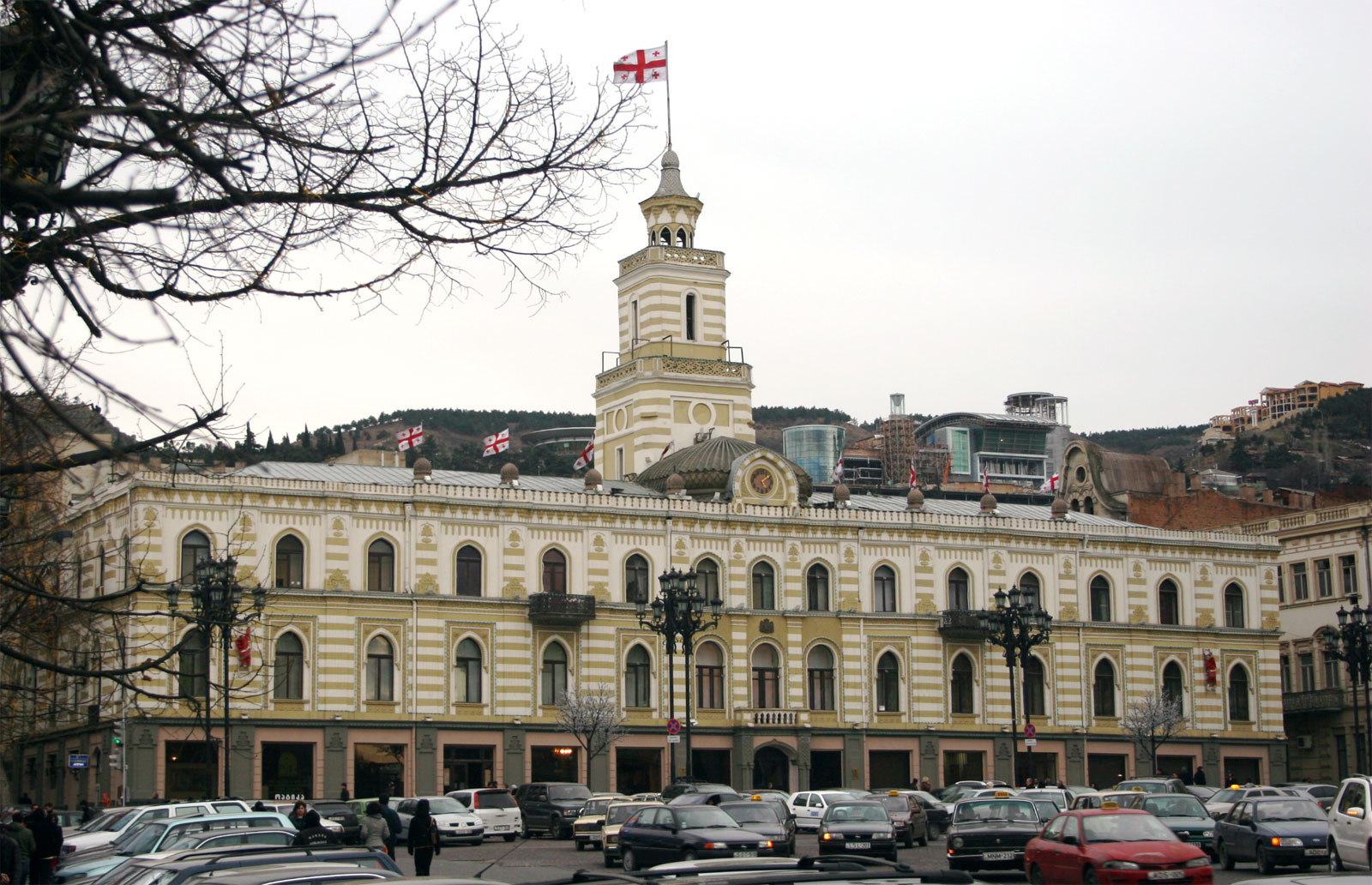
Здание сакребуло города Тбилиси

Сакребуло (груз. საკრებულო) — в Грузии представительский орган деревни, общины, посёлка, города, района или того города, который не входит в состав муниципалитета. Сакребуло деревни, общины, посёлка, города избирают жители соответствующей территории с помощью прямых, всеобщих и равноправных тайных выборов. Тем же образом выбирают сакребуло тех городов, которые не входят в состав района, но выборы проходят по пропорциональной системе.
В состав сакребуло входят: председатель сакребуло, секретарь сакребуло и председатели разных комиссий сакребуло.